# Àcid oròtic
L'àcid oròtic és una pirimidindiona i un àcid carboxílic. Històricament es creia que formava part del complex de vitamines B i s'anomenava vitamina B13, però ara se sap que no és una vitamina.
El compost es sintetitza al cos mitjançant un enzim mitocondrial, el dihidroorotat deshidrogenasa o un enzim citoplasmàtic de la via de síntesi de pirimidina. De vegades s'utilitza com a portador de minerals en alguns suplements dietètics (per augmentar la seva biodisponibilitat), més habitualment per a l'orotat de liti.

## Síntesi
El dihidroorotat es sintetitza en àcid oròtic per l'enzim dihidroorotat deshidrogenasa, on després es combina amb el fosforibosil pirofosfat (PRPP) per formar orotidina-5'-monofosfat (OMP). Una característica distintiva de la síntesi de pirimidina és que l'anell de pirimidina es sintetitza completament abans d'unir-se al sucre de ribosa, mentre que la síntesi de purines es produeix construint la base directament sobre el sucre.